# Часовня Прадо

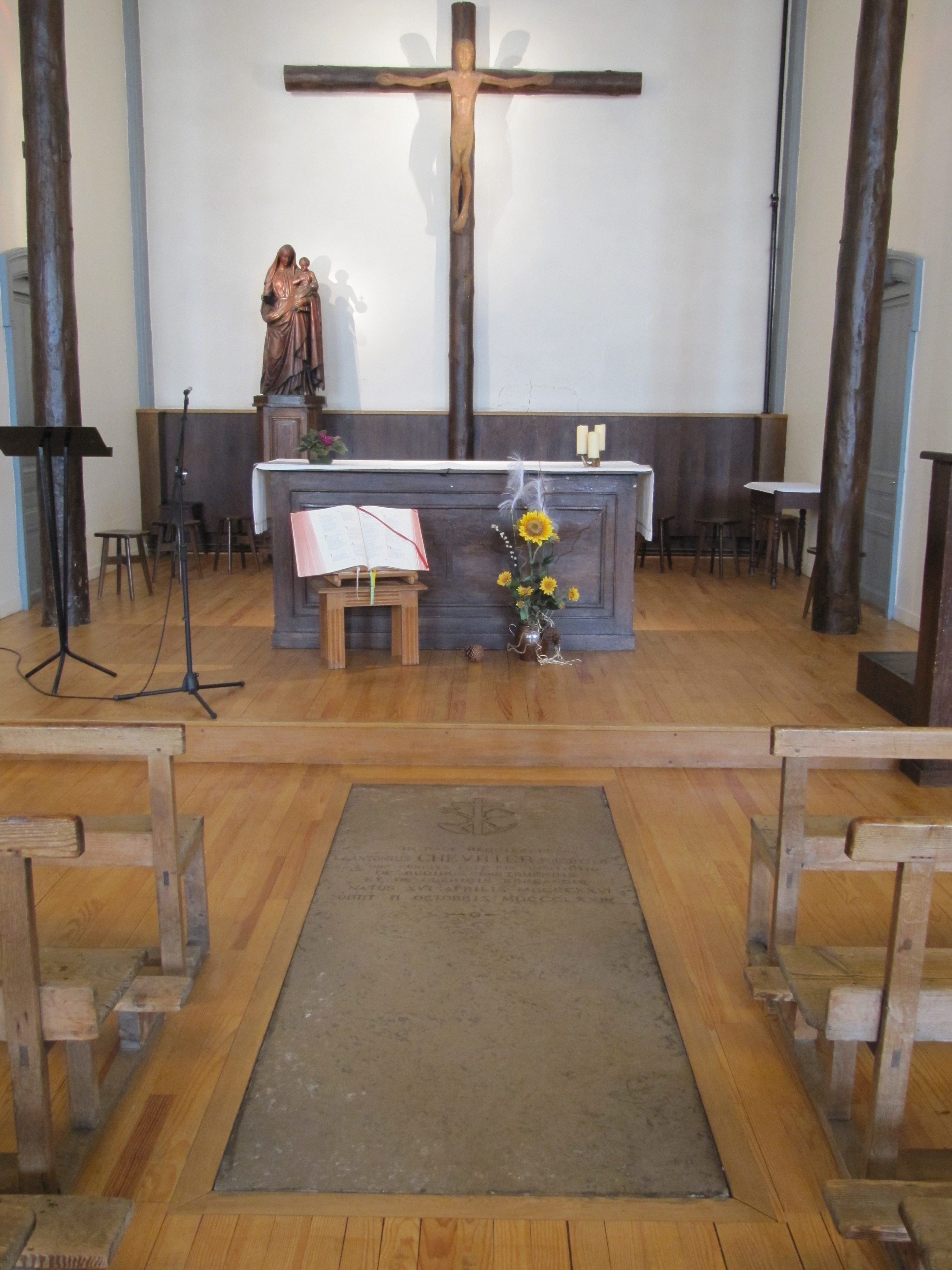
Католическая часовня «Прадо, Лион, Франция. Среди скамеек находится могила блаженного Антуана Шевриера

Часовня Прадо (фр. Сhapelle le Prado) — название католической часовни, находящейся в Лионе, Франция.

## История
Часовню Прадо основал французский священник блаженный Антуан Шевриер. В 1850 году церковное начальство направило Антуана Шевриера в рабочий район Лиона. В 1856 году он купил бальный зал, носивший название «le Prado» (Прадо) и переоборудовал его в католическую часовню.
В настоящее время в часовне проходят регулярные католические богослужения. Часовня Прадо располагается на территории комплекса, состоящего из офиса католического движения «Общество Прадо» и дома-музея Антуана Шевриера.
В центре часовни находится могила блаженного Антуана Шевриера.